# Andrzej Wolf
Andrzej Marek Wolf (ur. 22 lutego 1955 w Warszawie) – polski operator filmowo-telewizyjny.
Ukończył w 1978 r. Wydział Operatorski PWSFTviT w Łodzi. W 2006 r. został uhonorowany Offskarem za całkokształt twórczości.

## Wybrana filmografia
- Pokolenia" (2016) - film o losach polskich Żydów w XX wieku
- Historia Ireny Sendlerowej" (2015) - film o polskiej działaczce społecznej, która ratowała żydowskie dzieci podczas II wojny światowej
- Syberiada polska" (2013) - film o polskich zesłańcach na Syberię
- Codzienna 2 m. 3 (2005–2007)
- Bóg jest z nami, mężczyznami (2005)
- Bao-Bab, czyli zielono mi (2003)
- Psie serce (2002–2003)
- Marzenia do spełnienia (2001–2002)
- Duża przerwa (2000)
- Palce lizać (1999)
- Misja specjalna (1987)
- Rośliny trujące (1985)
- Trzy stopy nad ziemią (1984)